# Humanitarna ochrona zwierząt
Humanitarna ochrona zwierząt – termin wypracowany przez doktrynę prawa na oznaczenie ogółu przepisów mających na celu ochronę każdego zwierzęcia przez cierpieniem zadawanym ze strony człowieka. Jest częścią prawa ochrony zwierząt obok gatunkowej i użytkowej ochrony zwierząt.

## Prawo ochrony zwierząt
Podstawowym polskim aktem prawnym regulującym humanitarną ochronę zwierząt jest Ustawa o ochronie zwierząt. Imperatywem ustawy i naczelną zasadą humanitarnej ochrony zwierząt jest art. 5: „Każde zwierzę wymaga humanitarnego traktowania.” Nadzór nad przestrzeganiem przepisów ochrony zwierząt sprawuje Inspekcja Weterynaryjna i organizacje społeczne, których statutowym celem działania jest ochrona zwierząt.